# Астатид натрію
Астатид натрію — бінарна неорганічна хімічна сполука натрію та астату з формулою {\displaystyle {\ce {NaAt}}}.

## Отримання
Астатид натрію був отриманий наступним чином: як мішень використовували бісмут, який бомбардували α-променями, перетворюючи його в астат. Потім астат відганяли із суміші бісмут-астат і розчиняли в розчині гідрокарбонату натрію. Спочатку утворювалися іони {\displaystyle {\ce {At^{+}}}} та {\displaystyle {\ce {At^{3+}}}}, потім вони відновлювалися до астатиду {\displaystyle {\ce {(At^{-})}}} аскорбіновою кислотою.

## Використання
Астатид натрію був запропонований як заміна йоду-131, який використовується в променевій терапії.